# Subkontakt
A Subkontakt a C.A.F.B. együttes 2001-ben megjelent nagylemeze és hetedik hivatalosan forgalomba került hanghordozója. Ez volt az első album, ami Szakácsi Gábor Egyesült Államokba való távozása után készült. A dalok megközelítőleg felét Szakácsi írta és 2000 novemberében Magyarországra látogatott, hogy rögzítse az anyag ráeső részét. A kiadvány a magyar Metal Hammer magazin tulajdonában álló Edge Records kiadó gondozásában jelent meg 2001 tavaszán. A Subkontakt című lemez megjelenésének idején, első ízben kapott teljes (önálló) címlapfelületet a C.A.F.B., egy népszerű magyar könnyűzenei magazin, a Rockinform 2001 áprilisi számában. Hasonlóan az 1997-ben megjelent igen sikeres Zanza című lemezhez, az együttes erre az albumra is rögzített egy, az előzőleg a C.A.F.B. dobos (Urbán László) volt zenekara, a Rituális rémtettek által játszott dalt, Kövér nő címmel. A lemezhez két videóklip készült. (Lator, Kövér nő). Az album Lator című dala a Metal Hammer "Let the hammer fall" mellékletén is megjelent. Az album hossza 44:20 perc.

## Közreműködők
- Sütő Lajos – ének, gitár
- Szakácsi Gábor – Ének, gitár
- Urbán László – dob, vokál
- Lukács Zsolt – basszusgitár

## Az album dalai
1. Srác a pácban
2. A lator
3. Ideje, hogy menjek
4. Kövér nő
5. A haverom és én
6. Zálogban…
7. Transsylvania Express
8. Annyira távol
9. Embercsapda
10. Ha délre érek
11. Gyanú
12. Nem alszom el

### Videóklipek
- A Lator[5]
- Kövér nő[6]

## Azonosítók
- Kiadó és kód: EDGE Records (HMR Music Kft.) – Kód:EDGECD002
- ASIN: B0041P06JA (Amazon.com)